# 차준환
차준환(車俊煥, 2001년 10월 21일~)은 대한민국의 피겨스케이팅 선수이다. 피겨 스케이팅 세계선수권 은메달리스트, 사대륙선수권 금·은·동메달리스트, 그랑프리 파이널 동메달리스트, 아시안 게임 챔피언, 세계대학경기대회 동메달리스트, 한국 선수권 9연속 챔피언이다.

## 약력
어린 시절 CF 모델과 아역 배우로 활동했고, 2009년 피겨스케이팅을 시작했다. 2011년 피겨스케이팅을 주제로 한 프로그램 김연아의 키스 & 크라이에 진지희와 짝을 이루어 출연했다. 2012년과 2013년 전국 피겨스케이팅 종합선수권 주니어 부문에서 우승한 후 2014년부터는 국내 시니어 부문에서 경쟁했다. 2015년 국가대표로 처음 선발됐다.
2016년 릴레함메르 동계 청소년 올림픽에 참가했다. 같은 해 주니어 그랑프리 일본 경기에서 만 14세 11개월의 나이로 세계 최연소 쿼드러플을 성공하고 주니어 세계 신기록을 세우며 우승했다. 이후 독일 경기에서 연속 우승한 후 주니어 그랑프리 파이널에 진출하여 대한민국 남자 선수 최초로 동메달을 획득했다. 2017년 국제대회 시니어로 데뷔 후 2018년 평창 동계 올림픽에 최연소 남자 싱글 선수로 참가했다. 같은 해 스케이트 캐나다와 그랑프리 헬싱키에서 연속 메달을 획득하고, 대한민국 남자 선수 최초로 피겨스케이팅 그랑프리 파이널에 진출하여 동메달을 차지했다. 2022년에는 4대륙 피겨스케이팅 선수권 대회에서 대한민국 남자 선수 최초로 첫 메달이자 금메달을 획득했으며, 베이징 동계 올림픽에 참가했다.
2023년에는 세계 피겨스케이팅 선수권 대회에서 준우승하며 대한민국 남자 선수 최초로 세계 선수권 대회 메달을 획득했다. 이후 월드 팀 트로피에서는 주장으로 참가하며 남자 싱글 1위를 기록하여 대한민국 최초로 은메달을 획득했다. 2025년에는 종합선수권 대회에서 9연속 우승하며 한국 내셔널 챔피언 기록을 경신했고, 토리노 동계 세계대학경기대회에서 동메달을 획득하여 대한민국 남자 싱글에서 34년만에 메달을 추가했다. 같은 해 하얼빈 동계 아시안 게임 피겨스케이팅 남자 싱글에서는 우승하며 대한민국 남자 선수 최초로 동계 아시안 게임 첫 메달이자 금메달을 획득했다.

## 출신 학교
- 서울잠신초등학교 2014년 졸업
- 휘문중학교 2017년 졸업
- 휘문고등학교 2020년 졸업
- 고려대학교 세종캠퍼스 국제스포츠학부 2025년 졸업

## 선수 경력

### 스케이팅의 시작과 노비스 시즌
초등학년 2학년 배우 활동에 도움을 얻기 위해 방학 피겨 특강을 들은 것이 시작이며, 발레를 배우기도 했다. 동경하는 스케이터가 다카하시 다이스케라고 밝히기도 했다.

#### 2009-10 시즌
처음으로 대회에 출전하기 시작한 시즌이다. 제11회 전국꿈나무대회 초등부 2급에서 김진서에 이어 2위를 차지했다. 제91회 전국동계체전에서 남자초등부 D조에 출전하여 김진서, 장원일에 이어 3위를 차지했다. 제52회 종별선수권에 출전하여 초등부 D조에서 우승했다.

#### 2010-11 시즌
2010년 10월 19일 실시된 2010 제2차 피겨승급심사에서 5급 승급에 통과해 국내대회 주니어 자격을 획득했다. 2010 랭킹대회 주니어 부문인 2그룹(5급 이상 만 13세 미만 대상)에 출전하여 우승한다. 초등학교에 재학 중인 선수를 대상으로 하는 제12회 전국꿈나무대회 5급 부문에서 우승했다. 제65회 종합선수권에서는 주니어 부문(5~6급 대상)에 참가하여 4위를 차지했다. 제92회 전국동계체전 초등부 B조에 출전하여 프리는 폭설로 취소되고 쇼트 경기만으로 결과를 내서 우승했다. 제53회 종별선수권 초등부 B조에 출전하여 우승했다.

#### 2011-12 시즌
제13회 전국꿈나무대회 5급에 홀로 출전하여 우승했다. 2011 랭킹대회 2그룹(주니어)에 홀로 출전하여 우승했다. 제66회 종합선수권 주니어 부문에 출전하여 쇼트, 프리, 종합 모두 1위를 차지한다. 제93회 전국동계체전 초등부 B조에 홀로 출전하여 우승했다. 제54회 종별선수권 초등부 B조에 홀로 출전하여 우승했다. 이 대회에서 처음으로 트리플 살코를 실전경기에서 성공하여 인정받는다.

#### 2012-13 시즌
2012년 5월 19일 2012 제1차 승급심사에서 6급에 합격한다. 처음으로 참가한 국제대회인 아시안 피겨스케이팅 트로피 대회에 어드밴스드 노비스 부문에 출전해서 쇼트 2위, 프리 1위, 종합 1위를 기록하며 우승했다. 이 대회에서 처음으로 트리플 러츠를 실전에서 성공하여 인정받았고, 더블 악셀+트리플 토룹 컴비네이션 점프를 처음으로 성공했다. 제14회 전국꿈나무대회 6급에 홀로 출전하여 우승했다. 이 대회에서 처음으로 트리플 플립을 실전에서 성공했다. 2012 랭킹대회 2그룹(주니어)에 홀로 출전하여 우승했다. 제67회 종합선수권 주니어 부문에 출전하여 쇼트. 프리. 종합 모두 1위를 차지했다. 제94회 전국동계체전에서는 초등부 B조에 출전하여 우승했다.

#### 2013-14 시즌
2013년 5월 24일 2013 제1차 승급심사 7급에 합격해 국내대회 시니어 자격(7~8급 취득)을 획득했다. 8월 24일 제2차 승급심사에서 8급에 합격하여 초등학생 시기에 최고 급수까지 모두 획득한다. 이후 나이 규정(만 13세 이상)을 충족하지 못한 랭킹대회를 제외하고 시니어 부문에서 경쟁했다.
시즌 첫 대회인 제6회 서울시교육감배 겸 제31회 서울시빙상경기연맹 회장배대회에서 홀로 출전하여 우승한다. 이 대회에서 처음으로 트리플 루프를 실전에서 성공하고, 트리플 러츠-트리플 토룹 콤비네이션을 실전 경기에서 처음 시도하여 성공한다. 15회 전국꿈나무대회 8급에 홀로 출전하여 우승한다. 2013 랭킹대회에서는 2그룹(주니어)에 출전하여 우승한다. 제68회 종합선수권에 처음으로 시니어 부문에 참가하여 쇼트 5위, 프리 3위, 종합 5위를 차지했다. 제95회 전국동계체전 초등부 A조에 참가하여 우승했다.

#### 2014-15 시즌
이전 시즌 대회인 2013 랭킹대회와 제68회 종합선수권의 합산 결과로 14-15시즌 평창올림픽팀 선수(국가대표선수 후순위의 성적)로 선발되었다. 해당 시즌부터 실전 대회에서 트리플 악셀 점프에 도전했다. 그러나 회전수를 인정받은 적이 없고 시도한 점프 모두 넘어졌다.
두번째 국제대회인 메라노컵 대회에 어드밴스드 노비스 부문으로 출전하여 우승했다. 2014 랭킹대회 2그룹(주니어)에 출전하여 우승했다. 제69회 종합선수권에 시니어로 출전하여 3위에 올랐다. 제96회 전국동계체전 중학부 A조에 참가하여 우승했다.

### 주니어 시즌

#### 2015-16 시즌
이전 시즌 2014 랭킹대회와 제69회 종합선수권의 합산 결과로 2015년 5월부터 국가대표로 선발된다. 2015년 3월부터는 캐나다에서 훈련을 했다. 국제대회 나이 규정(만 13세 이상)에 의한 주니어 자격을 획득했다. 주니어 그랑프리 선발이 유력시되었으나 선발전 경기에서 부상이 있는 상태로 무리한 경기 운영을 하여 선발에 탈락한다.

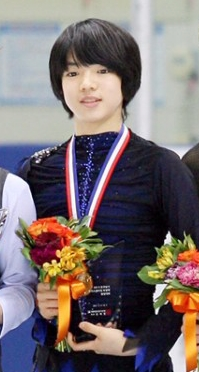
2015년 회장배 랭킹대회 시상식에서 차준환

주니어 세계선수권 출전을 위한 최소기술점 획득을 위해 어텀 클래식 인터내셔널 주니어 부문에 참가하여 우승한다. 처음으로 참가한 주니어 부문 국제대회이다. 쇼트 기술점 34.89, 프리 기술점 69.30을 얻어 주니어 세계선수권의 최소기술점인 쇼트 20점, 프리 42점을 크게 웃돌아 출전 자격을 획득한다. 이 대회 쇼트에서 처음으로 트리플 악셀을 랜딩했고, 프리에서는 감점이 있었으나 처음으로 회전수를 인정받고 랜딩했다.
2015 랭킹대회 1그룹(시니어)에 출전하여 역대 한국 남자 싱글 최고 기록을 세우며 우승한다. 이 대회 프리에서 가산점을 받은 트리플 악셀을 최초로 성공한다. 제70회 종합선수권에 시니어 부문으로 출전하여 3위에 입상한다. 이 대회에서 귀의 통증으로 인한 어려움을 겪었다.
2016 릴레함메르 동계청소년올림픽 출전 자격을 2015 랭킹대회를 통해 획득했다. 개인전 경기에서 쇼트 68.76점으로 4위, 프리 130.14점으로 5위, 종합 198.90으로 5위를 기록한다. 이 대회에 출전한 선수 중 2번째로 어린 선수였다. 프리 경기만으로 겨루는 단체전은 처음에는 선발되지 못했으나, 로만 사돕스키의 기권으로 대체 선발된다. 속한 팀은 team courage로 슬로바키아의 하가로바, 이탈리아의 칼다라/카푸토 조, 러시아의 슈필레바야/스미르노프 조와 한 팀을 이룬다. 단체전에서의 성적은 139.97로 3위를 기록하면서 개인 최고 기록을 세운다. 팀 성적은 6위를 기록한다.
2016 주니어 세계선수권 출전 자격을 제70회 종합선수권을 통해 획득했다. 이 대회에 출전하여 쇼트 74.38로 7위, 프리 132.73으로 6위, 종합 207.11로 7위를 기록한다. 쇼트와 종합 성적에서 개인 최고 기록을 세운다. 프리 경기에 진출한 선수 중 최연소 선수로, 주니어 데뷔 연령인 선수 중에서 유일하게 프리 진출에 성공하였다.

#### 2016-17 시즌

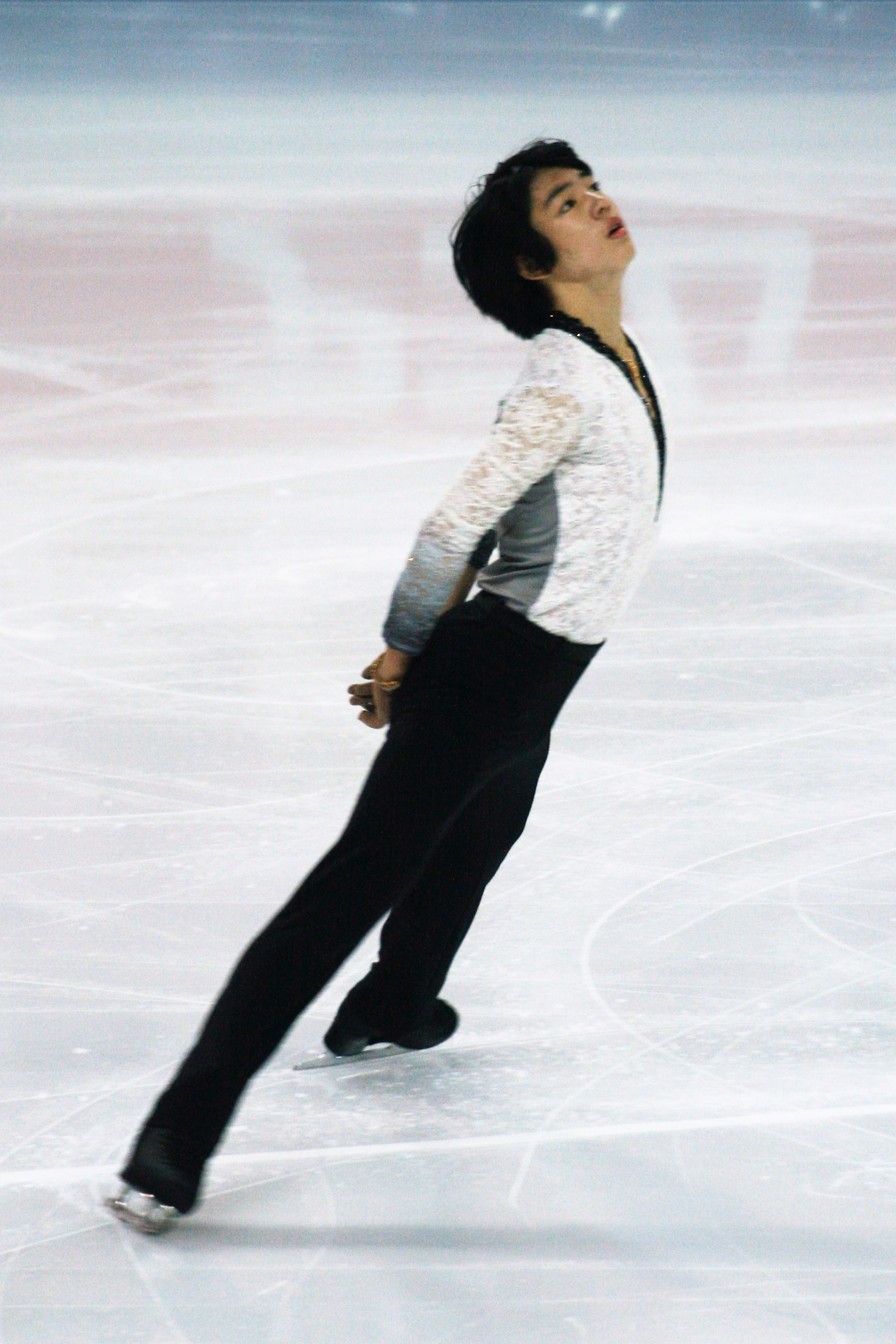
2016년 주니어 그랑프리 파이널 프리 경기에서 차준환

지난 시즌 2015 랭킹대회와 제70회 종합선수권의 합산 결과로 2016-17 시즌 국가대표로 선발되었다. 주니어 그랑프리 선발전에서 쇼트 1위, 프리 1위, 종합 1위로 선발되어 일본 대회와 독일 대회에 배정되었다.
주니어 그랑프리 일본 대회에서 쇼트 79.34점, 프리 160.13점, 종합 239.47점을 얻어 우승했다. 종합 점수에서 주니어 남자 싱글 세계신기록을 세웠다. 이 대회 프리 경기에서 쿼드러플 살코 점프를 성공하여 만 14세 11개월의 나이로 세계 최연소 쿼드러플 점프 랜딩 기록을 세웠다. 주니어 그랑프리 독일 대회에서는 쇼트 76.82점, 프리 143.72점, 종합 220.54점으로 주니어 그랑프리 대회에서 연속 우승했다. 이어진 2016 랭킹대회에서 242.44점으로 우승했다.  
주니어 그랑프리 일본 대회와 독일 대회의 결과로 2016-17 주니어 그랑프리 파이널에 진출했다. 쇼트 71.85점, 프리 153.70점, 종합 225.55점으로 동메달을 획득하며 한국 남자 피겨스케이팅 선수 최초로 주니어 그랑프리 파이널 메달리스트가 되었다.
제71회 종합선수권에서는 종합 238.07점으로 우승했다. 종합선수권 시니어 부문에서 첫 우승이다. 2017 주니어 세계선수권 출전 자격을 제71회 종합선수권을 통해 획득했다. 이 대회에 출전하여 쇼트 82.34점, 프리 160.11점, 종합 242.45점으로 5위를 기록했다. 쇼트와 종합 점수는 개인 최고 기록이다. 2017-18 시즌까지 적용된 GOE +3/-3 채점제 아래 주니어 남자 싱글 부문에서 쇼트 점수는 역대 3위, 종합 점수는 역대 5위에 올라있다. 이 대회 출전 선수 중 2번째로 어린 나이이며 프리 진출자 중에서는 최연소다.

### 시니어 시즌

#### 2017-18 시즌
지난 시즌 2016 랭킹대회와 제71회 종합선수권의 합산 결과로 2017-18 시즌 국가대표로 선발되었다. 2016-17 시즌 남자 싱글(시니어와 주니어 포함) 시즌 베스트 24위에 올라 만 15세에 2017-18 시즌 시니어 그랑프리 대회 2곳에 초청받았다. 남자 싱글 선수로는 이례적으로 주니어 2시즌을 보내고 시니어로 데뷔하게 되었다.
평창에서 열리는 2018년 동계 올림픽 출전 선수를 뽑는 1차 선발전에 출전했으나 부상과 부츠 문제로 기량을 발휘하지 못하며 206.59점으로 3위를 기록한다. 이 대회 프리 경기에서 쿼드러플 토루프를 처음으로 실전 성공했다. 국제대회 시니어 데뷔 경기인 스케이트 캐나다에서는 9위를 기록했다. 스케이트 아메리카는 2017 랭킹대회 겸 2차 선발전을 위해 기권했다. 이 대회에 출전하여 2위를 기록한다. 1차~2차 선발전 점수 합계가 431.58점으로 올림픽 선발 대표 2순위에 올랐으나 선두와 27.54점의 격차가 있었다.
제72회 종합선수권 겸 3차 선발전에서 금메달을 차지하며 내셔널 챔피언 2연패를 달성했다. 1차~3차 선발전 점수 합계 684.23점으로 가장 높은 점수를 획득하여 평창올림픽 남자 싱글의 대한민국 대표로 선발된다. 2017 랭킹대회의 결과로 2018 사대륙선수권 출전 자격을 얻었으나 부상 회복과 컨디션 조절을 위해 기권했다.
선수 경력 처음으로 올림픽에 출전한다. 2018년 동계 올림픽 남자 싱글 부문 최연소 선수이다. 독감으로 어려움이 있었으나 단체전에 출전하여 쇼트 77.70점으로 6위를 기록했다. 팀 성적은 9위로 프리 경기에 진출하지 못 한다. 개인전에서는 쇼트 83.43점, 프리 165.16점, 합계 248.59점으로 15위를 차지했다. 대한민국 남자 싱글의 역대 올림픽 최고 성적이다. 제72회 종합선수권의 결과로 2018 세계선수권 출전권을 얻었으나 최소 기술 자격을 얻지 못해 이 대회 대신 2018 주니어 세계선수권 출전을 예정했지만 부상 회복을 위해 기권했다.

#### 2018-19 시즌

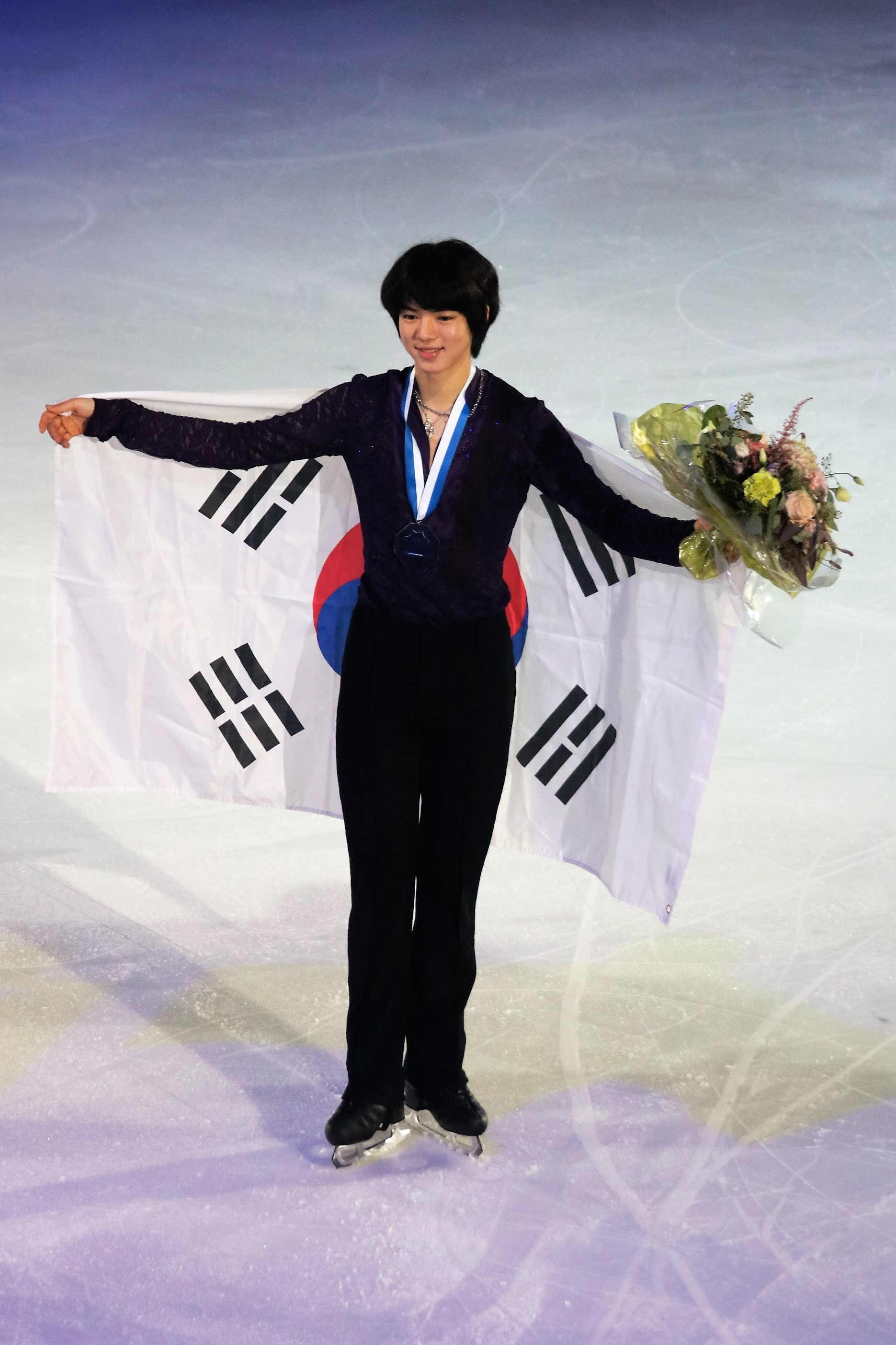
2018년 그랑프리 오브 헬싱키 시상식에서 차준환

18-19시즌 첫 대회인 CS 어텀 클래식에 참가하여 시즌 최고 기록으로 은메달을 차지하였고, 다음 대회인 트로피 핀란디아 대회에서도 은메달을 획득했다. 뒤이어 캐나다 라발에서 열린 그랑프리 시리즈 대회 중 하나인 스케이트 캐나다에서 쇼트 프로그램 88.86점 프리 프로그램 165.91점을 획득하면서 일본의 우노 쇼마와 캐나다의 키건 메싱의 뒤를 이어 동메달을 따내는 쾌거를 이루었다.

#### 2019-20 시즌
2019년 9월 캐나다 오크빌에서 열린 어텀 클래식에서 4위에 올랐으며, 10월에는 미국 라스베이거스에서 열린 2019년 스케이트 아메리카에서 8위를 기록했다. 11월에는 중국 충칭에서 열린 2019년 컵 오브 차이나에서는 6위에 올랐다.

#### 2020-21 시즌
2020년 스케이트 캐나다 출전권을 얻었으나 코로나19 범유행으로 인해 대회가 취소되었다. 이후 2021년 한국 선수권에서 우승하면서 대회 5연속 우승을 달성했다. 2021년 3월에는 스웨덴 스톡홀름에서 열린 2021년 세계 선수권 대회에서 총점 245.99점으로 10위에 올랐다.

#### 2021-22 시즌
올림픽 시작 전 2022년 1월 23일 에스토니아 탈린에서 진행되었던 2022년 4대륙 선수권 대회 남자 싱글에서 쇼트 프로그램 98.96점, 프리 프로그램 174.26점, 총점 273.22점으로 일본의 도모노 가즈키를 4.23점 차이로 앞서며 생애 첫 챔피언에 등극했다.
같은 해 2월에 중국 베이징에서 열린 2022년 동계 올림픽에 참가하여 쇼트 부문에서 99.51점을 받으며 개인 최고 기록을 갱신했다. 프리 부문에서는 첫 점프에서 넘어지는 실수를 범했으나 182.87점을 받으며 합산 점수 282.87점으로 5위에 올랐다. 3월에는 프랑스 몽펠리에에서 열린 2022년 세계 선수권 대회에서 82.43점으로 쇼트 부문 17위를 기록했고 프리 스케이팅은 기권했다.

#### 2022-23 시즌

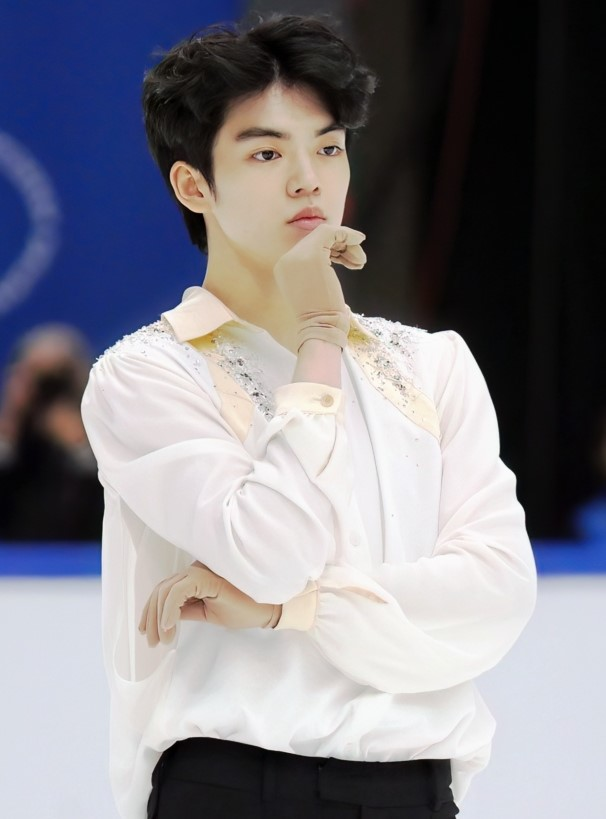
2022년 핀란디아 트로피 프리 경기에서 차준환

2023년 3월 25일 일본의 사이타마 슈퍼 아레나에서 진행되었던 2023년 세계 선수권 대회 남자 싱글에서 쇼트 프로그램 99.64점, 프리 스케이팅 196.39점, 총점 296.03점으로 일본의 우노에 이어 2위에 오르면서 대한민국 남자 선수 최초로 세계 피겨스케이팅 선수권 대회 메달이자 은메달을 획득하였다.
4월에는 일본 도쿄에서 진행되었던 2023년 월드 팀 트로피에 대한민국팀의 남자 싱글 선수로 참가했으며, 이는 대한민국의 첫 월드 팀 트로피 참가이다. 이 대회 남자 싱글에서 289.15점을 획득하며 미국의 일리야 말리닌과 프랑스의 케빈 에모즈를 꺾고 1위에 오르며 대한민국의 첫 월드 팀 트로피 준우승에 기여했다.

#### 2023-24 시즌
2023년 10월 오른쪽 발목 신경 조직을 다쳐 그랑프리 대회인 핀란디아 트로피를 기권하였다. 2024년 2월 중국 상하이에서 열린 2024 4대륙 피겨스케이팅 선수권 대회 남자 싱글에서 쇼트 프로그램 95.30점, 프리 스케이팅 177.65점, 총점 272.95점을 얻어 동메달을 획득했다.

#### 2024-25 시즌

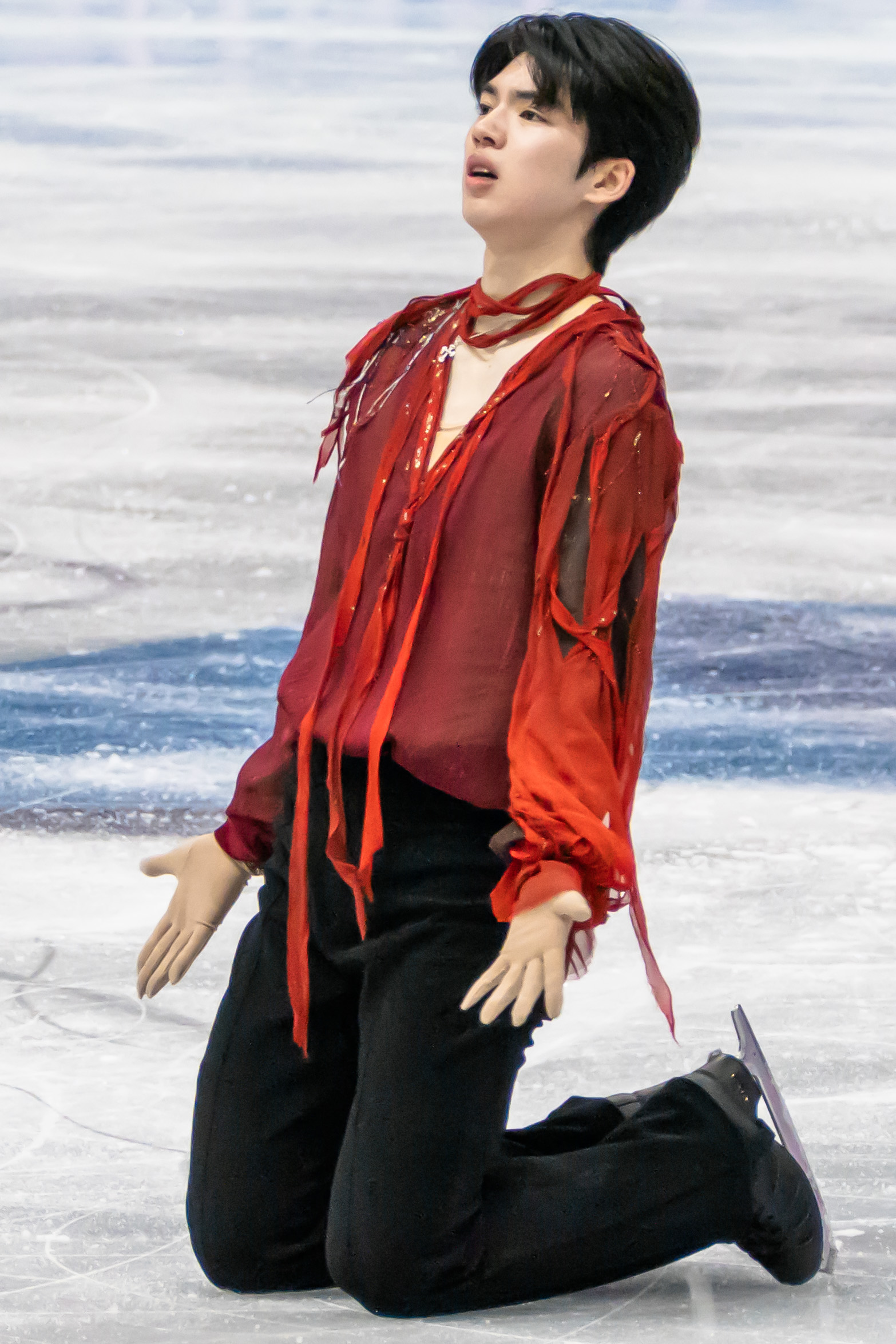
2025년 세계선수권 프리 경기에서 차준환

2025년 1월 5일 제79회 종합선수권에서 우승하여 9연속 챔피언에 올랐다. 1월 18일에는 이탈리아 토리노에서 열린 유니버시아드에 출전하여 쇼트 프로그램에서 82.40점으로 5위로 시작했지만, 프리 스케이팅에서 182.54점을 얻어 총점 264.94점으로 동메달을 획득했다.
2025년 2월 13일 중국 하얼빈에서 열린 2025년 동계 아시안 게임 피겨스케이팅 남자 싱글에 출전했다. 쇼트 프로그램에서는 94.09점을 기록해 일본의 강호 가기야마 유마에 9.72점 뒤진 2위로 출발했지만, 프리 스케이팅에서 187.60점을 얻어 총점 281.69점을 획득하고 가기야마 유마에게 8.92점 차이로 역전승하며 금메달을 획득했다. 이는 대한민국 동계 아시안 게임 역사상 최초의 피겨스케이팅 남자 싱글 메달이자, 최초의 금메달이다.
2025년 2월 19일 한국 서울에서 열린 2025년 4대륙 피겨스케이팅 선수권 대회 남자 싱글에 출전했다. 쇼트 프로그램에서는 79.24점으로 4위였으나, 프리 스케이팅에서는 185.78점을 얻어 총점 265.02점을 획득하였다. 카자흐스탄의 미하일 샤이도로프에 이어 2위에 오르면서 은메달을 획득했다.

## 스케이팅 기술 및 대회 기록과 업적
11세에 트리플 5종 점프를 모두 익혔다. 초등학교 6학년인 만 12세에 트리플 5종 점프를 실전 경기에서 모두 성공하며 완성하였다. 만 13세에 트리플 악셀 랜딩에 성공하였다. 만 14세 11개월에 쿼드러플 살코 점프를 성공하였다. 이는 전세계 최연소 쿼드러플 점프 랜딩 기록이다.
ISU 주니어 그랑프리 파이널, ISU 그랑프리 대회, ISU 그랑프리 파이널, ISU 사대륙선수권, ISU 세계선수권에서 메달리스트가 된 최초의 한국 남자 피겨스케이팅 선수이다. 또한 ISU 챌린저 대회 우승, ISU 그랑프리 파이널 진출, ISU 사대륙선수권 우승한 최초의 한국 남자 피겨스케이팅 선수이다.

### 주니어 세계신기록
2017-18 시즌까지 적용된 GOE +3/-3 채점제 아래 세운 주니어 세계신기록은 아래와 같다.
| 주니어 남자 싱글 총점 부문 | 주니어 남자 싱글 총점 부문 | 주니어 남자 싱글 총점 부문    | 주니어 남자 싱글 총점 부문                        |
| 날짜                       | 점수                       | 대회                          | 참조                                              |
| -------------------------- | -------------------------- | ----------------------------- | ------------------------------------------------- |
| 2016. 9. 11.               | 239.47점                   | 2016 ISU 주니어 그랑프리 일본 | 2016. 12. 드미트리 알리예프(240.07점)에 의해 경신 |

## 프로그램
| 시즌      | 쇼트 프로그램 | 프리 프로그램 | 갈라 |
| --------- | --- | --- | --- |
| 2024–2025 | - Natural by 이매진 드래곤스 (안무: 셰린 본) | - 미치광이를 위한 발라드 by 아스토르 피아졸라 - Balada para un Loco performed by 밀바 - Balada para un Loco performed by Alfredo Marcucci, Ensemble Piacevole (안무: 셰린 본)                                                                    | - Mr/Mme by 로익 노테 (안무: 기욤 시제롱) |
| 2023–2024 | - 가면무도회 by 아람 하차투리안 (안무: 셰린 본) | - 영화 더 배트맨 OST by 마이클 자키노 - The Batman Theme by Samuel Kim - Sonata in Darkness - Something in the Way by Samuel Kim - The Batman New Trailer 2 Music Theme by Krutikov Music (안무: 셰린 본)                                        | - 가면무도회 (안무: 셰린 본) - 영화 블랙 팬서 OST - Casino Brawl by 루드비그 예란손 - Pray for Me performed by 위켄드, 켄드릭 라마 (안무: 신예지) - Golden Hour by JVKE (안무: 조이 러셀)                                                      |
| 2022–2023 | - 마이클 잭슨 메들리 by 마이클 잭슨 - Immortal Megamix: Can You Feel It - Billie Jean - Smooth Criminal (안무: 셰린 본)                                             | - 영화 007 노 타임 투 다이 OST by 한스 짐머 - Gun Barrel - Square Escape - Message from an Old Friend - No Time to Die (Instrumental) by Entropy Zero, Soul Extract - No Time to Die performed by 빌리 아일리시 - Final Ascent (안무: 셰린 본)   | - 마이클 잭슨 메들리 (안무: 셰린 본) - 오페라 투란도트 모음곡 (안무: 셰린 본) - Golden Hour by JVKE (안무: 조이 러셀) - Believer by 이매진 드래곤스 (안무: 신예지)                                                                             |
| 2021-2022 | - Fate of the Clockmaker by Eternal Eclipse, Flynn Hase Spence - Cloak and Dagger by Bianca Ban (안무: 셰린 본)                                                     | - 오페라 투란도트 모음곡 by 자코모 푸치니 - Popoli de Pekino - Violin Fantasy on Puccini's 'Turandot' by 바네사 메이 - Nessun Dorma performed by 호세 카레라스 (안무: 셰린 본)                                                                   | - Boy with a Star by 혁 (안무: 데이비드 윌슨) - There's Nothing Holdin' Me Back by 숀 멘데스 (안무: 데이비드 윌슨) - Believer by 이매진 드래곤스 (안무: 신예지) - Crazy by 2WEI (안무: 조이 러셀)                                              |
| 2020-2021 | - Dark Pastoral by 레이프 본 윌리엄스, David Matthews (안무: 데이비드 윌슨)                                                                                         | - The Fire Within by Jennifer Thomas, Kimberly StarKey (안무: 셰린 본) | |
| 2019-2020 | - 피아졸라 탱고 모음곡 by 아스토르 피아졸라 performed by Pablo Ziegler Quintet - Michelangelo 70 - La Muerte del Angel (안무: 데이비드 윌슨)                        | - The Fire Within by Jennifer Thomas, Kimberly StarKey (안무: 셰린 본) | - Crazy by 2WEI (안무: 조이 러셀) |
| 2018–2019 | - The Prince (발레 신데렐라 모음곡) by 세르게이 프로코피예프 - Waltz-Coda - Midnight (안무: 데이비드 윌슨)                                                          | - 영화 로미오와 줄리엣 OST by Nellee Hooper, 크레이그 암스트롱, Marius de Vries - O Verona - Young Hearts Run Free (Ballroom Version) - Kissing You (Instrumental) - Mantua - Escape from Mantua (안무: 셰린 본)                                 | - Boy with a Star by 혁 (안무: 데이비드 윌슨) - 영화 로미오와 줄리엣 OST (안무: 셰린 본) - What a Wonderful World performed by 원리퍼블릭 (안무: 데이비드 윌슨) - There's Nothing Holdin' Me Back by 숀 멘데스 (안무: 데이비드 윌슨)           |
| 2017–2018 | - Gypsy Dance (발레 돈키호테) by Ludwig Minkus (안무: 데이비드 윌슨) - What a Wonderful World performed by 원리퍼블릭 (안무: 데이비드 윌슨)                         | - 영화 일 포스티노 OST - Il Postino (Guitar and Bandoneon version) by Luis Bacalov - Mi Mancherai performed by 조쉬 그로반, 조슈아 벨 (안무: 데이비드 윌슨) - 행성 by 구스타브 홀스트 (안무: 데이비드 윌슨)                                      | - There's Nothing Holdin' Me Back by 숀 멘데스 (안무: 데이비드 윌슨) - 영화 일 포스티노 OST (안무: 데이비드 윌슨) - Peanut Butter Jelly by 갈란티스 (안무: 제프리 버틀) - What a Wonderful World performed by 원리퍼블릭 (안무: 데이비드 윌슨) |
| 2016–2017 | - 뮤지컬 코러스라인 OST by 마빈 햄리시 - One - I Hope I Get It - I Can Do That - The Music And The mirror (안무: 데이비드 윌슨)                                     | - 영화 일 포스티노 OST - Il Postino (Guitar and Bandoneon version) by Luis Bacalov - Mi Mancherai performed by 조쉬 그로반, 조슈아 벨 (안무: 데이비드 윌슨)                                                                                      | - Peanut Butter Jelly by 갈란티스 (안무: 제프리 버틀) - One Day I'll Fly Away (영화 물랑루즈) performed by 니콜 키드먼 (안무: 신디 스튜어트)                                                                                                   |
| 2015–2016 | - 죽음의 무도 by 카미유 생상스 (안무: 신디 스튜어트) - Scent of a Woman: Tango (Por Una Cabeza) by 존 윌리엄스 (안무: 미야모토 겐지)                                | - 발레 백조의 호수 모음곡 by 표트르 차이콥스키 (안무: 미야모토 겐지) | - 영화 물랑루즈 OST - One Day I'll Fly Away performed by 니콜 키드먼 - The Show Must Go On performed by Anthony Weigh, 짐 브로드벤트, 니콜 키드먼 (안무: 신디 스튜어트, 조이 러셀)                                                             |
| 2014–2015 | - 죽음의 무도 by 카미유 생상스 (안무: 신디 스튜어트) | - 라흐마니노프 피아노 협주곡 제3번 by 세르게이 라흐마니노프 (영화 샤인 OST 버전) (안무: 신디 스튜어트) | - One Day I'll Fly Away (영화 물랑루즈) performed by 니콜 키드먼 (안무: 신디 스튜어트) |
| 2013–2014 | - 베토벤 월광 소나타 by 루트비히 판 베토벤 performed by 블라디미르 아시케나지 (안무: 신예지)                                                                        | - 토카타와 푸가 라단조 by 요한 제바스티안 바흐 performed by 보스턴 교향악단 (안무: 미야모토 겐지) | |
| 2012–2013 | - 환상 즉흥곡 by 프레데리크 쇼팽 performed by Robert Welles (안무: 미야모토 겐지) - 라흐마니노프 피아노 협주곡 제2번 by 세르게이 라흐마니노프 (안무: 미야모토 겐지) | - 영화 미이라 OST by 제리 골드스미스 - Camel Race - The Caravan - 영화 미이라 2 OST by 앨런 실베스트리 - The Mummy Returns (안무: 미야모토 겐지) - La Cumparsita/Tango Please (영화 댄싱 히어로 OST) by David Hirschfelder (안무: 미야모토 겐지) | - Gopher Mambo by 이마 수맥 (안무: 미야모토 겐지) |
| 2011–2012 | - 환상 즉흥곡 by 프레데리크 쇼팽 performed by Robert Wells (안무: 미야모토 겐지)                                                                                    | - 프라도 맘보 모음곡 by 다마소 페레스 프라도 - Granada - St Louis Blues Mambo (안무: 미야모토 겐지) | |
| 2010–2011 | - 라흐마니노프 피아노 협주곡 제2번 by 세르게이 라흐마니노프 (안무: 미야모토 겐지)                                                                                   | - La Cumparsita/Tango Please (영화 댄싱 히어로 OST) by David Hirschfelder (안무: 미야모토 겐지) | |
| 2009–2010 | | - 영화 쿵푸 팬더 OST by 존 파월, 한스 짐머 - Hero - Let the Tournament Begin (안무: 신예지) | |

## 주요 대회 경기 결과

### 국제대회 주니어 데뷔 이후
| 시즌                                                                                                  | 시즌            | 시즌            | 시즌            | 시즌            | 시즌            | 시즌            | 시즌            | 시즌            | 시즌            | 시즌            |
| 대회                                                                                                  | 2015–16         | 2016–17         | 2017–18         | 2018–19         | 2019–20         | 2020–21         | 2021–22         | 2022–23         | 2023–24         | 2024–25         |
| 국제대회 시니어                                                                                       | 국제대회 시니어 | 국제대회 시니어 | 국제대회 시니어 | 국제대회 시니어 | 국제대회 시니어 | 국제대회 시니어 | 국제대회 시니어 | 국제대회 시니어 | 국제대회 시니어 | 국제대회 시니어 |
| --- | --------------- | --------------- | --------------- | --------------- | --------------- | --------------- | --------------- | --------------- | --------------- | --------------- |
| 동계 올림픽                                                                                           |                 |                 | 15              |                 |                 |                 | 5               |                 |                 |                 |
| 세계 선수권                                                                                           |                 |                 |                 | 19              | C               | 10              | WD              | 2               | 10              |                 |
| 4대륙 선수권                                                                                          |                 |                 |                 | 6               | 5               |                 | 1               | 4               | 3               | 2               |
| GP 파이널                                                                                             |                 |                 |                 | 3               |                 |                 |                 |                 |                 |                 |
| GP 스케이트 캐나다                                                                                    |                 |                 | 9               | 3               |                 | C               |                 |                 | 9               | 3               |
| GP 스케이트 아메리카                                                                                  |                 |                 | WD              |                 | 8               |                 |                 | 3               |                 |                 |
| GP 핀란드                                                                                             |                 |                 |                 | 3               |                 |                 |                 |                 | WD              | WD              |
| GP 컵 오브 차이나                                                                                     |                 |                 |                 |                 | 6               |                 | C               |                 |                 |                 |
| GP 이탈리아                                                                                           |                 |                 |                 |                 |                 |                 | 5               |                 |                 |                 |
| GP NHK 트로피                                                                                         |                 |                 |                 |                 |                 |                 | 3               | 3               |                 |                 |
| CS 어텀 클래식 인터내셔널                                                                             |                 |                 |                 | 2               | 4               |                 |                 |                 |                 |                 |
| CS 핀란디아 트로피                                                                                    |                 |                 |                 | 2               |                 |                 |                 | 1               |                 |                 |
| CS 골든 스핀 오브 자그레브                                                                            |                 |                 |                 |                 |                 |                 | WD              |                 |                 |                 |
| CS 네펠라 메모리얼                                                                                    |                 |                 |                 |                 |                 |                 |                 | 2               | 6               |                 |
| CS 네벨혼 트로피                                                                                      |                 |                 |                 |                 |                 |                 |                 |                 |                 | 4               |
| 동계 아시안 게임                                                                                      |                 |                 |                 |                 |                 |                 |                 |                 |                 | 1               |
| 세계 대학 경기 대회                                                                                   |                 |                 |                 |                 |                 |                 |                 |                 |                 | 3               |
| 상하이 트로피                                                                                         |                 |                 |                 |                 | WD              |                 |                 |                 | 2               | 1               |
| 아시안 오픈 트로피                                                                                    |                 |                 |                 |                 |                 |                 | 6               |                 |                 |                 |
| 국제대회 주니어                                                                                       |                 |                 |                 |                 |                 |                 |                 |                 |                 |                 |
| 동계 청소년 올림픽                                                                                    | 5               |                 |                 |                 |                 |                 |                 |                 |                 |                 |
| 주니어 세계 선수권                                                                                    | 7 J.            | 5 J.            | WD              |                 |                 |                 |                 |                 |                 |                 |
| JGP 파이널                                                                                            |                 | 3 J.            |                 |                 |                 |                 |                 |                 |                 |                 |
| JGP 일본                                                                                              |                 | 1 J.            |                 |                 |                 |                 |                 |                 |                 |                 |
| JGP 독일                                                                                              |                 | 1 J.            |                 |                 |                 |                 |                 |                 |                 |                 |
| 어텀 클래식 인터내셔널                                                                                | 1 J.            |                 |                 |                 |                 |                 |                 |                 |                 |                 |
| 국내대회                                                                                              |                 |                 |                 |                 |                 |                 |                 |                 |                 |                 |
| 종합선수권                                                                                            | 3               | 1               | 1               | 1               | 1               | 1               | 1               | 1               | 1               | 1               |
| 회장배 랭킹대회                                                                                       | 1               | 1               | 2               | 1               | 1               | 2               | 1               | 1               | 1               | 1               |
| 동계 체육대회                                                                                         |                 |                 |                 | 1 (고)          |                 |                 | WD              | 1 (대)          |                 |                 |
| 서울시장배 빙상경기대회                                                                               |                 |                 |                 | 1 (고)          |                 |                 |                 |                 |                 |                 |
| 주니어 그랑프리 선발전                                                                                | 4               | 1               |                 |                 |                 |                 |                 |                 |                 |                 |
| 네벨혼 트로피 선발전                                                                                  |                 |                 | 3               |                 |                 |                 |                 |                 |                 |                 |
| 세계대학경기대회-아시안게임 선발전                                                                    |                 |                 |                 |                 |                 |                 |                 |                 |                 | 1               |
| 단체전                                                                                                |                 |                 |                 |                 |                 |                 |                 |                 |                 |                 |
| 동계 올림픽                                                                                           |                 |                 | 9 T. 6 P.       |                 |                 |                 |                 |                 |                 |                 |
| 월드 팀 트로피                                                                                        |                 |                 |                 |                 |                 |                 |                 | 2 T. 1 P.       |                 |                 |
| 동계 청소년 올림픽                                                                                    | 6 T. 3 P.       |                 |                 |                 |                 |                 |                 |                 |                 |                 |
| WD=기권, C=취소 GP=그랑프리, JGP=주니어 그랑프리, CS=챌린저 시리즈 J.=주니어 T.=팀 결과; P.=개인 결과 |                 |                 |                 |                 |                 |                 |                 |                 |                 |                 |

### 국제대회 주니어 데뷔 이전
| 시즌                    | 시즌            | 시즌            | 시즌            | 시즌            | 시즌            | 시즌            |
| 대회                    | 2009–10         | 2010–11         | 2011–12         | 2012–13         | 2013–14         | 2014–15         |
| 국제대회 노비스         | 국제대회 노비스 | 국제대회 노비스 | 국제대회 노비스 | 국제대회 노비스 | 국제대회 노비스 | 국제대회 노비스 |
| ----------------------- | --------------- | --------------- | --------------- | --------------- | --------------- | --------------- |
| 아시안 트로피           |                 |                 |                 | 1 N.            |                 |                 |
| 메라노 컵               |                 |                 |                 |                 |                 | 1 N.            |
| 국내대회                |                 |                 |                 |                 |                 |                 |
| 종합선수권              |                 | 4 J.            | 1 J.            | 1 J.            | 5               | 3               |
| 회장배 랭킹대회         |                 | 1 J.            | 1 J.            | 1 J.            | 1 J.            | 1 J.            |
| 동계 체육대회           | 3 N.(초)        | 1 J.(초)        | 1 J.(초)        | 1 J.(초)        | 1 (초)          | 1 (중)          |
| 종별 선수권             | 1 N.(초)        | 1 J.(초)        | 1 J.(초)        |                 |                 |                 |
| 꿈나무 대회             | 2 N.(2급)       | 1 J.(5급)       | 1 J.(5급)       | 1 J.(6급)       | 1 (8급)         |                 |
| 서울시장배 빙상경기대회 | 2 N.(초)        | 1 J.(초)        | 1 J.(초)        | 1 J.(초)        | 1 (초)          | 1 (중)          |
| 서울교육감배 피겨대회   | 2 N.(초)        | 1 J.(초)        | 1 J.(초)        | 1 J.(초)        | 1 (초)          | 1 (중)          |
| J.=주니어, N.=노비스    |                 |                 |                 |                 |                 |                 |

## 대회 세부 기록

### 국제대회 시니어
| 2024–25 시즌     | 2024–25 시즌                                                                         | 2024–25 시즌 | 2024–25 시즌 | 2024–25 시즌       |
| 날짜             | 대회명                                                                               | 쇼트         | 프리         | 총합               |
| ---------------- | ------------------------------------------------------------------------------------ | ------------ | ------------ | ------------------ |
| 2025.02.19-23    | 2025 4대륙 피겨스케이팅 선수권 대회                                                  | 4 79.24      | 2 185.78     | 2 265.02           |
| 2025.02.11-13    | 2025 하얼빈 동계 아시안 게임                                                         | 2 94.09      | 1 187.60     | 1 281.69           |
| 2025.01.16-18    | 2025 토리노 동계 세계대학경기대회                                                    | 5 82.40      | 2 182.54     | 3 264.94           |
| 2025.01.04-05    | 제79회 전국남녀 피겨스케이팅 종합선수권대회                                          | 1 90.53      | 1 190.49     | 1 281.02           |
| 2024.11.30-12.01 | 2024 전국남녀 피겨스케이팅 회장배 랭킹대회                                           | 1 93.30      | 1 171.29     | 1 264.59           |
| 2024.11.15–16    | GP 2024 핀란디아 트로피                                                              | 7 77.33      | 기권         | 기권               |
| 2024.10.26–27    | GP 2024 스케이트 캐나다 인터내셔널                                                   | 4 88.38      | 2 171.93     | 3 260.31           |
| 2024.10.10-11    | 2025 세계대학경기대회 겸 아시안 게임 선발전                                          | 1 83.95      | 1 174.98     | 1 258.93           |
| 2024.10.03-05    | 2024 상하이 트로피                                                                   | 1 92.28      | 1 177.25     | 1 269.53           |
| 2024.09.19–20    | CS 제56회 네벨혼 트로피                                                              | 10 69.81     | 3 158.67     | 4 228.48           |
| 2023–24 시즌     |                                                                                      |              |              |                    |
| 날짜             | 대회명                                                                               | 쇼트         | 프리         | 총합               |
| 2024.03.21-23    | 2024 세계 피겨스케이팅 선수권대회                                                    | 9 88.21      | 11 161.44    | 10 249.65          |
| 2024.02.01-03    | 2024 4대륙 피겨스케이팅 선수권대회                                                   | 3 95.30      | 2 177.65     | 3 272.95           |
| 2024.01.06-07    | 제78회 전국남녀 피겨스케이팅 종합선수권대회                                          | 1 96.51      | 1 179.43     | 1 275.94           |
| 2023.12.02-03    | 2023 전국남녀 피겨스케이팅 회장배 랭킹대회                                           | 1 86.28      | 1 174.25     | 1 263.53           |
| 2023.10.27–28    | GP 2023 스케이트 캐나다 인터내셔널                                                   | 2 86.18      | 11 130.43    | 9 216.61           |
| 2023.10.03-05    | 2023 상하이 트로피                                                                   | 1 91.80      | 2 163.06     | 2 254.86           |
| 2023.09.29–30    | CS 제31회 네펠라 메모리얼                                                            | 2 83.91      | 7 138.25     | 6 222.16           |
| 2022–23 시즌     |                                                                                      |              |              |                    |
| 날짜             | 대회명                                                                               | 쇼트         | 프리         | 총합               |
| 2023.04.13-15    | 2023 월드 팀 트로피                                                                  | 2 101.33     | 1 187.82     | 2 T. / 1 P. 289.15 |
| 2023.03.23-25    | 2023 세계 피겨스케이팅 선수권대회                                                    | 3 99.64      | 2 196.39     | 2 296.03           |
| 2023.02.18-19    | 제104회 전국동계체육대회                                                             | 1 100.70     | 1 181.23     | 1 281.93           |
| 2023.02.09-11    | 2023 4대륙 피겨스케이팅 선수권대회                                                   | 5 83.77      | 4 166.37     | 4 250.14           |
| 2023.01.07-08    | 제77회 전국남녀 피겨스케이팅 종합선수권대회                                          | 1 101.04     | 1 170.17     | 1 271.21           |
| 2022.12.03-04    | 2022 전국남녀 피겨스케이팅 회장배 랭킹대회                                           | 1 101.36     | 1 185.19     | 1 286.55           |
| 2022.11.18-19    | GP 2022 NHK 트로피                                                                   | 6 80.35      | 2 174.41     | 3 254.76           |
| 2022.10.21-22    | GP 2022 스케이트 아메리카                                                            | 2 94.44      | 3 169.61     | 3 264.05           |
| 2022.10.06-07    | CS 2022 핀란디아 트로피                                                              | 1 91.06      | 1 162.14     | 1 253.20           |
| 2022.09.30-10.01 | CS 제30회 네펠라 메모리얼                                                            | 2 80.81      | 2 145.51     | 2 226.32           |
| 2021–22 시즌     |                                                                                      |              |              |                    |
| 날짜             | 대회명                                                                               | 쇼트         | 프리         | 총합               |
| 2022.03.24-26    | 2022 세계 피겨스케이팅 선수권대회                                                    | 17 82.43     | 기권         | 기권               |
| 2022.02.08-10    | 2022 베이징 동계 올림픽                                                              | 4 99.51      | 7 182.87     | 5 282.38           |
| 2022.01.21-23    | 2022 4대륙 피겨스케이팅 선수권대회                                                   | 1 98.96      | 1 174.26     | 1 273.22           |
| 2022.01.08-09    | 제76회 전국남녀 피겨스케이팅 종합선수권대회                                          | 1 98.31      | 1 185.00     | 1 283.31           |
| 2021.12.04-05    | 2021 전국남녀 피겨스케이팅 회장배 랭킹대회                                           | 1 87.09      | 2 152.07     | 1 239.16           |
| 2021.11.12-13    | GP 2021 NHK 트로피                                                                   | 3 95.92      | 5 163.68     | 3 259.60           |
| 2021.11.05-06    | GP 2021 그란 프레미오 디'이탈리아                                                    | 3 95.56      | 6 152.18     | 5 247.74           |
| 2021.10.14–15    | 2021 아시안 오픈 피겨스케이팅 트로피                                                 | 5 74.47      | 5 139.77     | 6 214.24           |
| 2020–21 시즌     |                                                                                      |              |              |                    |
| 날짜             | 대회명                                                                               | 쇼트         | 프리         | 총합               |
| 2021.03.25-27    | 2021 세계 피겨스케이팅 선수권대회                                                    | 8 91.15      | 13 154.84    | 10 245.99          |
| 2021.03.13-14    | 2020-21 전국남녀 피겨스케이팅 회장배 랭킹대회                                        | 1 77.95      | 2 147.25     | 2 225.20           |
| 2021.02.25–26    | 제75회 전국남녀 피겨스케이팅 종합선수권대회                                          | 1 90.36      | 1 166.76     | 1 257.12           |
| 2019–20 시즌     |                                                                                      |              |              |                    |
| 날짜             | 대회명                                                                               | 쇼트         | 프리         | 총합               |
| 2020.02.07-09    | 2020 4대륙 피겨스케이팅 선수권대회                                                   | 6 90.37      | 4 175.06     | 5 265.43           |
| 2020.01.04-05    | 제74회 전국남녀 피겨스케이팅 종합선수권대회                                          | 1 93.45      | 1 185.09     | 1 278.54           |
| 2019.12.13-15    | 2019 전국남녀 피겨스케이팅 회장배 랭킹대회                                           | 1 89.61      | 1 164.83     | 1 254.44           |
| 2019.11.08-09    | GP 2019 시세이도 컵 오브 차이나                                                      | 11 69.40     | 6 152.86     | 6 222.26           |
| 2019.10.18-19    | GP 2019 스케이트 아메리카                                                            | 7 78.98      | 9 140.69     | 8 219.67           |
| 2019.09.13-14    | CS 2019 어텀 클래식 인터내셔널                                                       | 4 84.23      | 4 146.21     | 4 230.44           |
| 2018–19 시즌     |                                                                                      |              |              |                    |
| 날짜             | 대회명                                                                               | 쇼트         | 프리         | 총합               |
| 2019.03.21-23    | 2019 세계 피겨스케이팅 선수권대회                                                    | 18 79.17     | 18 150.09    | 19 229.26          |
| 2019.02.21-22    | 제100회 전국동계체육대회                                                             | 1 85.06      | 1 154.11     | 1 239.17           |
| 2019.02.07-09    | 2019 4대륙 피겨스케이팅 선수권대회                                                   | 2 97.33      | 8 158.50     | 6 255.83           |
| 2019.01.12-13    | 제73회 전국남녀 피겨스케이팅 종합선수권대회                                          | 1 89.12      | 1 156.40     | 1 245.52           |
| 2018.12.22-23    | 2018 전국남녀 피겨스케이팅 회장배 랭킹대회                                           | 1 77.28      | 1 179.73     | 1 257.01           |
| 2018.12.16       | 제31회 서울특별시장배 빙상경기대회(피겨) 겸 제100회 전국동계체육대회 서울시 예선대회 | -            | 1 147.38     | 1 147.38           |
| 2018.12.06-07    | GP 2018-19 그랑프리 오브 피겨스케이팅 파이널                                         | 4 89.07      | 3 174.42     | 3 263.49           |
| 2018.11.03-04    | GP 2018 그랑프리 오브 헬싱키                                                         | 4 82.82      | 3 160.37     | 3 243.19           |
| 2018.10.26-27    | GP 2018 스케이트 캐나다 인터내셔널                                                   | 3 88.86      | 3 165.91     | 3 254.77           |
| 2018.10.05-06    | CS 2018 핀란디아 트로피                                                              | 2 84.67      | 2 154.52     | 2 239.19           |
| 2018.09.21-22    | CS 2018 어텀 클래식 인터내셔널                                                       | 2 90.56      | 1 169.22     | 2 259.78           |
| 2017–18 시즌     |                                                                                      |              |              |                    |
| 날짜             | 대회명                                                                               | 쇼트         | 프리         | 총합               |
| 2018.02.16-17    | 2018 평창 동계 올림픽 개인전                                                         | 15 83.43     | 14 165.16    | 15 248.59          |
| 2018.02.09       | 2018 평창 동계 올림픽 단체전                                                         | 6 77.70      | -            | 9 (팀 성적)        |
| 2018.01.06-07    | 제72회 전국남녀 피겨스케이팅 종합선수권대회                                          | 1 84.05      | 1 168.60     | 1 252.65           |
| 2017.12.02-03    | 2017 전국남녀 피겨스케이팅 회장배 랭킹대회                                           | 2 75.24      | 2 149.42     | 2 224.66           |
| 2017.10.27-28    | GP 2017 스케이트 캐나다 인터내셔널                                                   | 11 68.46     | 8 141.86     | 9 210.32           |
| 2017.07.29-30    | 2017 네벨혼 트로피 선발전 겸 평창 동계올림픽 국가대표 1차 선발전                     | 2 77.25      | 3 129.67     | 3 206.92           |

### 국제대회 주니어, 노비스
| 2016–17 시즌     | 2016–17 시즌                                                                        | 2016–17 시즌     | 2016–17 시즌 | 2016–17 시즌 | 2016–17 시즌 |
| 날짜             | 대회명                                                                              | 레벨             | 쇼트         | 프리         | 총합         |
| ---------------- | ----------------------------------------------------------------------------------- | ---------------- | ------------ | ------------ | ------------ |
| 2017.03.15-16    | 2017 세계 주니어 피겨스케이팅 선수권대회                                            | 주니어           | 2 82.34      | 6 160.11     | 5 242.45     |
| 2017.01.07-08    | 제71회 전국남녀 피겨스케이팅 종합선수권대회                                         | 시니어           | 1 81.83      | 1 156.24     | 1 238.07     |
| 2016.12.08-10    | 2016-17 ISU 주니어 그랑프리 파이널                                                  | 주니어           | 4 71.85      | 3 153.70     | 3 225.55     |
| 2016.10.14-16    | 2016 전국남녀 피겨스케이팅 회장배 랭킹대회                                          | 시니어 (1그룹)   | 2 75.82      | 1 166.62     | 1 242.44     |
| 2016.10.06-07    | 2016 ISU 주니어 그랑프리 독일                                                       | 주니어           | 1 76.82      | 1 143.72     | 1 220.54     |
| 2016.09.09-10    | 2016 ISU 주니어 그랑프리 일본                                                       | 주니어           | 2 79.34      | 1 160.13     | 1 239.47     |
| 2016.07.26-27    | 2016 주니어 그랑프리 선발전                                                         | 주니어           | 1 74.07      | 1 136.51     | 1 210.58     |
| 2015–16 시즌     |                                                                                     |                  |              |              |              |
| 날짜             | 대회명                                                                              | 레벨             | 쇼트         | 프리         | 총합         |
| 2016.03.16-18    | 2016 세계 주니어 피겨스케이팅 선수권대회                                            | 주니어           | 7 74.38      | 6 132.73     | 7 207.11     |
| 2016.02.20       | 2016 릴레함메르 동계 청소년 올림픽 단체전                                           | 주니어           | –            | 3 139.97     | 6 (팀 성적)  |
| 2016.02.13-15    | 2016 릴레함메르 동계 청소년 올림픽 개인전                                           | 주니어           | 4 68.76      | 5 130.14     | 5 198.90     |
| 2016.01.08-10    | 제70회 전국남녀 피겨스케이팅 종합선수권대회                                         | 시니어           | 4 58.60      | 3 131.38     | 3 189.98     |
| 2015.12.04-06    | 2015 전국남녀 피겨스케이팅 회장배 랭킹대회                                          | 시니어 (1그룹)   | 3 70.41      | 1 149.99     | 1 220.40     |
| 2015.10.13-14    | 2015 어텀 클래식 인터내셔널                                                         | 주니어           | 1 65.48      | 1 132.96     | 1 198.44     |
| 2015.08.01-02    | 2015 주니어 그랑프리 선발전                                                         | 주니어           | 1 59.58      | 4 96.71      | 4 156.29     |
| 2014–15 시즌     |                                                                                     |                  |              |              |              |
| 날짜             | 대회명                                                                              | 레벨             | 쇼트         | 프리         | 총합         |
| 2015.02.24-25    | 제96회 전국동계체육대회                                                             | 시니어 (남중부A) | 1 60.53      | 1 119.65     | 1 180.18     |
| 2015.01.07-09    | 제69회 전국남녀 피겨스케이팅 종합선수권대회                                         | 시니어           | 4 58.28      | 3 122.85     | 3 181.13     |
| 2014.12.28       | 제27회 서울특별시장배 빙상경기대회(피겨) 겸 제94회 전국동계체육대회 서울시 예선대회 | 시니어 (남중부A) | -            | 1 117.76     | 1 117.76     |
| 2014.12.05-07    | 2014 전국남녀 피겨스케이팅 회장배 랭킹대회                                          | 주니어 (2그룹)   | 1 57.36      | 1 118.38     | 1 175.74     |
| 2014.11.14-15    | 2014 메라노 컵                                                                      | 노비스           | 1 46.16      | 1 88.68      | 1 134.84     |
| 2014.10.23       | 제7회 서울특별시교육감배 겸 제32회 서울특별시빙상경기연맹회장배 피겨스케이팅대회    | 시니어 (남중부A) | -            | 1 119.20     | 1 119.20     |
| 2013–14 시즌     |                                                                                     |                  |              |              |              |
| 날짜             | 대회명                                                                              | 레벨             | 쇼트         | 프리         | 총합         |
| 2014.02.28-03.01 | 제95회 전국동계체육대회                                                             | 시니어 (남초부A) | 1 59.35      | 1 118.14     | 1 177.49     |
| 2014.01.03-05    | 제68회 전국남녀 피겨스케이팅 종합선수권대회                                         | 시니어           | 5 60.44      | 3 123.94     | 5 184.38     |
| 2013.12.18       | 제26회 서울특별시장배 빙상경기대회(피겨) 겸 제94회 전국동계체육대회 서울시 예선대회 | 시니어 (남초부A) | -            | 1 110.49     | 1 110.49     |
| 2013.11.22-24    | 2013 전국남녀 피겨스케이팅 회장배 랭킹대회                                          | 주니어 (2그룹)   | 1 56.56      | 1 113.75     | 1 170.31     |
| 2013.11.09-10    | 제15회 전국남녀 피겨스케이팅 꿈나무대회                                             | 시니어 (8급)     | 1 54.67      | 1 111.04     | 1 165.71     |
| 2013.11.02-03    | 제6회 서울특별시교육감배 겸 제31회 서울특별시빙상경기연맹회장배 피겨스케이팅대회    | 시니어 (남초부A) | 1 48.87      | 1 120.11     | 1 168.98     |
| 2012–13 시즌     |                                                                                     |                  |              |              |              |
| 날짜             | 대회명                                                                              | 레벨             | 쇼트         | 프리         | 총합         |
| 2013.02.18-19    | 제94회 전국동계체육대회                                                             | 주니어 (남초부B) | 1 50.55      | 1 93.49      | 1 144.04     |
| 2013.01.04-05    | 제67회 전국남녀 피겨스케이팅 종합선수권대회                                         | 주니어           | 1 50.67      | 1 100.07     | 1 150.74     |
| 2012.12.21       | 제25회 서울특별시장배 빙상경기대회(피겨) 겸 제94회 전국동계체육대회 서울시 예선대회 | 주니어 (남초부B) | -            | 1 96.05      | 1 96.05      |
| 2012.11.10-11    | 제5회 서울특별시교육감배 겸 제30회 서울특별시빙상경기연맹회장회배 피겨스케이팅대회  | 주니어 (남초부B) | 1 46.73      | 1 82.03      | 1 128.76     |
| 2012.11.02-03    | 2012 전국남녀 피겨스케이팅 회장배 랭킹대회                                          | 주니어 (2그룹)   | 1 44.21      | 1 99.72      | 1 143.93     |
| 2012.10.20-21    | 제14회 전국남녀 피겨스케이팅 꿈나무대회                                             | 주니어 (6급)     | 1 55.05      | 1 106.57     | 1 161.62     |
| 2012.08.08-11    | 2012 아시안 피겨스케이팅 트로피                                                     | 노비스           | 2 36.15      | 1 79.01      | 1 115.16     |
| 2011–12 시즌     |                                                                                     |                  |              |              |              |
| 날짜             | 대회명                                                                              | 레벨             | 쇼트         | 프리         | 총합         |
| 2012.04.07-08    | 제54회 전국남녀 피겨스케이팅 종별선수권대회                                         | 주니어 (남초부B) | 1 43.85      | 1 82.27      | 1 126.12     |
| 2012.02.16-17    | 제93회 전국동계체육대회                                                             | 주니어 (남초부B) | 1 42.30      | 1 74.36      | 1 116.66     |
| 2012.01.06-08    | 제66회 전국남녀 피겨스케이팅 종합선수권대회                                         | 주니어           | 1 46.26      | 1 86.95      | 1 133.21     |
| 2011.12.26       | 제24회 서울특별시장배 빙상경기대회(피겨) 겸 제93회 전국동계체육대회 서울시 예선대회 | 주니어 (남초부B) | -            | 1 78.03      | 1 78.03      |
| 2011.11.24-25    | 2011 전국남녀 피겨스케이팅 회장배 랭킹대회                                          | 주니어 (2그룹)   | 1 39.73      | 1 83.46      | 1 123.19     |
| 2011.10.29-30    | 제4회 서울특별시교육감배 겸 제29회 서울특별시빙상경기연맹회장배 피겨스케이팅대회    | 주니어 (남초부B) | 1 38.72      | 1 70.67      | 1 109.39     |
| 2011.10.20-22    | 제13회 전국남녀 피겨스케이팅 꿈나무대회                                             | 주니어 (5급)     | 1 31.71      | 1 77.57      | 1 109.28     |
| 2010–11 시즌     |                                                                                     |                  |              |              |              |
| 날짜             | 대회명                                                                              | 레벨             | 쇼트         | 프리         | 총합         |
| 2011.04.13-15    | 제53회 전국남녀 피겨스케이팅 종별선수권대회                                         | 주니어 (남초부B) | 1 35.16      | 1 76.39      | 1 111.55     |
| 2011.02.11       | 제92회 전국동계체육대회                                                             | 주니어 (남초부B) | 1 39.84      | 취소         | 1 39.84      |
| 2011.01.15-16    | 제65회 전국남녀 피겨스케이팅 종합선수권대회                                         | 주니어           | 3 37.16      | 4 70.65      | 4 107.81     |
| 2010.12.12       | 제23회 서울특별시장배 빙상경기대회(피겨) 겸 제92회 전국동계체육대회 서울시 예선대회 | 주니어 (남초부B) | -            | 1 70.70      | 1 70.70      |
| 2010.12.03-04    | 제12회 전국남녀 피겨스케이팅 꿈나무대회                                             | 주니어 (5급)     | 1 34.05      | 1 64.97      | 1 99.02      |
| 2010.11.13-14    | 제3회 서울특별시교육감배 겸 제28회 서울특별시빙상경기연맹회장배 피겨스케이팅대회    | 주니어 (남초부B) | 1 32.85      | 1 70.56      | 1 103.41     |
| 2010.10.29-30    | 2010 전국남녀 피겨스케이팅 회장배 랭킹대회                                          | 주니어 (2그룹)   | 1 33.37      | 1 69.76      | 1 103.13     |
| 2009–10 시즌     |                                                                                     |                  |              |              |              |
| 날짜             | 대회명                                                                              | 레벨             | 쇼트         | 프리         | 총합         |
| 2010.04.09       | 제52회 전국남녀 피겨스케이팅 종별선수권대회                                         | 노비스 (남초부D) | -            | 1 49.20      | 1 49.20      |
| 2010.02.02       | 제91회 전국동계체육대회                                                             | 노비스 (남초부D) | -            | 3 40.62      | 3 40.62      |
| 2009.12.20       | 제11회 전국남녀 피겨스케이팅 꿈나무대회                                             | 노비스 (2급)     | -            | 2 44.69      | 2 44.69      |
| 2009.12.05       | 제22회 서울특별시장배 빙상경기대회(피겨) 겸 제91회 전국동계체육대회 서울시 예선대회 | 노비스 (남초부D) | -            | 2 39.08      | 2 39.08      |
| 2009.11.14       | 제2회 서울특별시교육감배 겸 제27회 서울특별시빙상경기연맹회장배 피겨스케이팅대회    | 노비스 (남초부D) | -            | 2 39.86      | 2 39.86      |

## 대회 출전 외 경력

### 방송 출연

#### 예능 프로그램

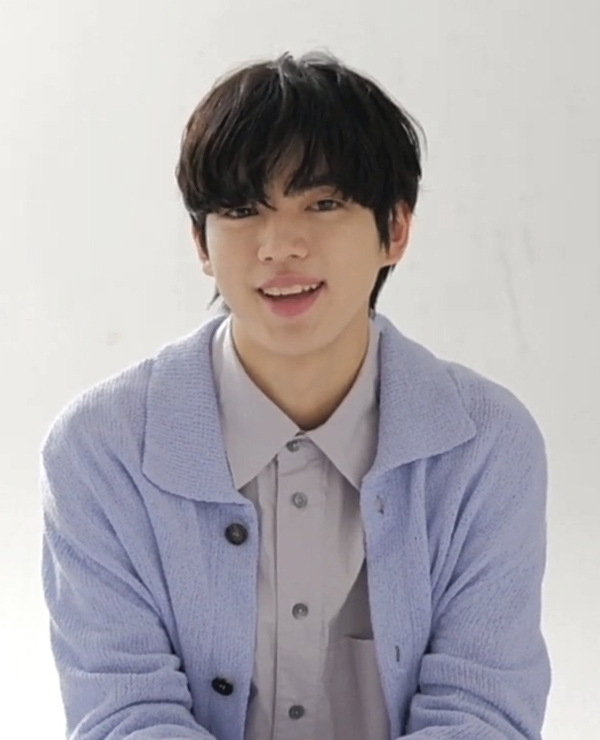
2022년 5월 화보 촬영에서 차준환

| 연도   | 기간               | 방송사           | 제목                      | 참고                    |
| ------ | ------------------ | ---------------- | ------------------------- | ----------------------- |
| 2011년 | 5월 9일~7월 24일   | SBS              | 김연아의 키스 & 크라이    | 경연자                  |
| 2019년 | 4월 18일           | JTBC 골프&스포츠 | 사담기 시즌2              |                         |
| 2019년 | 5월 12일           | JTBC             | 요즘애들                  |                         |
| 2020년 | 5월 12일           | MBC 에브리원     | 비디오스타                |                         |
| 2020년 | 6월 28일           | MBC              | 미스터리 음악쇼 복면가왕  | 경연자 '긁지 않은 복권' |
| 2022년 | 2월 24일           | SBS 유튜브       | 문명특급                  |                         |
| 2022년 | 2월 25일           | KBS2             | 연중 라이브               |                         |
| 2022년 | 3월 2일            | tvN              | 유 퀴즈 온 더 블럭        |                         |
| 2022년 | 3월 3일            | MBC 표준FM       | 김이나의 별이 빛나는 밤에 | 라디오                  |
| 2022년 | 3월 13일, 3월 27일 | SBS              | 런닝맨                    |                         |
| 2022년 | 6월 30일           | MBC              | 심야괴담회                |                         |
| 2022년 | 7월 25일, 8월 1일  | MBC              | 안싸우면 다행이야         |                         |
| 2022년 | 8월 31일           | MBC              | 황금어장 라디오스타       |                         |
| 2022년 | 12월 24일          | SBS              | 2022 SBS 가요대전         | 공연자, 스페셜MC        |
| 2023년 | 5월 8일            | SBS              | 스포츠 투나잇             | 투나잇 초대석           |
| 2023년 | 6월 18일, 7월 2일  | KBS2             | 1박 2일 시즌 4            |                         |
| 2025년 | 3월 5일            | tvN              | 유 퀴즈 온 더 블럭        |                         |
| 2025년 | 3월 8일            | JTBC             | 아는형님                  |                         |
| 2025년 | 3월 9일            | SBS 파워FM       | 배성재의 텐               | 라디오                  |
| 2025년 | 3월 30일, 4월 6일  | JTBC             | 냉장고를 부탁해           |                         |

#### 교양 프로그램
| 연도   | 기간              | 방송사      | 제목                  | 참고            |
| ------ | ----------------- | ----------- | --------------------- | --------------- |
| 2017년 | 2월 9일           | SBS         | 꿈을 넘어 별이 되다   |                 |
| 2018년 | 3월 2일           | SBS         | 주영진의 뉴스브리핑   |                 |
| 2018년 | 3월 18일          | KBS2        | 다큐멘터리 3일        |                 |
| 2018년 | 12월 18일         | SBS         | 주영진의 뉴스브리핑   |                 |
| 2022년 | 2월 18일          | SBS         | 주영진의 뉴스브리핑   |                 |
| 2022년 | 3월 7일~3월 13일  | MBC 표준FM  | 잠깐만                | 라디오 나레이션 |
| 2023년 | 3월 30일          | SBS         | 주영진의 뉴스브리핑   |                 |
| 2023년 | 4월 28일          | 채널A       | 뉴스A                 | 오픈 인터뷰     |
| 2023년 | 5월 13일          | JTBC        | 뉴스룸                |                 |
| 2023년 | 7월 28일          | 닛폰 테레비 | 뉴스 에브리           |                 |
| 2024년 | 2월 9일~2월 12일  | KBS2        | 프로즌 플래닛 2 1~4회 | 나레이션        |
| 2024년 | 9월 16일~9월 18일 | KBS2        | 프로즌 플래닛 2 5~7회 | 나레이션        |
| 2025년 | 2월 28일          | SBS         | 편상욱의 뉴스브리핑   |                 |

#### 드라마
| 연도   | 기간               | 방송사 | 제목            | 역할             | 참고       |
| ------ | ------------------ | ------ | --------------- | ---------------- | ---------- |
| 2006년 | 12월 9일~12월 27일 | MBC    | 기적            | 운혁             |            |
| 2007년 | 1월 6일            | MBC    | 로맨스 파파     | 하늘             | 베스트극장 |
| 2007년 | 2월 24일           | MBC    | 건망증          | 어린 서진우      | 베스트극장 |
| 2008년 | 8월 4일, 8월 19일  | MBC    | 밤이면 밤마다   | 어린 허균        |            |
| 2009년 | 1월 22일, 4월 9일  | MBC    | 돌아온 일지매   | 어린 일지매/영이 |            |
| 2009년 | 5월 7일            | KBS2   | 그저 바라보다가 | 어린 한상철      |            |

### 아이스쇼 및 공연
| 연도   | 기간             | 내용                           | 장소                                |
| ------ | ---------------- | ------------------------------ | ----------------------------------- |
| 2010년 | 2월 15일         | 서울광장 폐막 공연             | 대한민국 서울                       |
| 2010년 | 12월 24일        | 하얏트호텔 시범 공연           | 대한민국 서울                       |
| 2011년 | 12월 3일         | 하얏트호텔 시범 공연           | 대한민국 서울                       |
| 2011년 | 12월 24일        | 하얏트호텔 크리스마스이브 공연 | 대한민국 서울                       |
| 2012년 | 12월 1일         | 하얏트호텔 시범 공연           | 대한민국 서울                       |
| 2012년 | 12월 9일         | 하얏트호텔 주말 공연           | 대한민국 서울                       |
| 2014년 | 1월 17일~18일    | 산천어축제 공연                | 대한민국 화천                       |
| 2018년 | 4월 20일~22일    | LG ThinQ 아이스 판타지아 2018  | 대한민국 서울                       |
| 2019년 | 3월 29일~4월 3일 | 2019 Stars on Ice Japan        | 일본 오사카, 삿포로                 |
| 2019년 | 4월 19일~21일    | LG ThinQ 아이스 판타지아 2019  | 대한민국 서울                       |
| 2022년 | 4월 2일~10일     | 2022 Stars on Ice Japan        | 일본 오사카, 도쿄                   |
| 2022년 | 7월 23일~31일    | THE ICE 2022                   | 일본 아이치, 니가타, 오사카         |
| 2023년 | 6월 30일~7월 2일 | 2023 Dreams on Ice             | 일본 요코하마                       |
| 2023년 | 7월 22일~8월 4일 | THE ICE 2023                   | 일본 아이치, 닛코, 오사카, 모리오카 |
| 2023년 | 8월 25일~27일    | 2023 Friends on Ice            | 일본 요코하마                       |
| 2024년 | 3월 31일~4월 7일 | 2024 Stars on Ice Japan        | 일본 오사카, 요코하마               |
| 2024년 | 6월 15일~23일    | 2024 Fantasy on Ice            | 일본 고베, 시즈오카                 |
| 2024년 | 6월 28일~30일    | 2024 Dreams on Ice             | 일본 요코하마                       |
| 2024년 | 7월 20일~28일    | THE ICE 2024                   | 일본 아이치, 도쿄                   |
| 2025년 | 5월 31일~6월 1일 | 2025 Fantasy on Ice            | 일본 치바                           |

### 매거진
- 아래에는 인터뷰 및 화보 촬영을 진행한 경우만 작성하며, 이벤트용 잡지와 후원사 및 광고사 자체 화보 등은 포함하지 않습니다.

| 연도   | 잡지명                          | 내용                           | 참고 |
| ------ | ------------------------------- | ------------------------------ | ---- |
| 2016년 | GQ 12월호 (Man of the Year)     | 지면 인터뷰                    |      |
| 2017년 | 위클리 공감 No.398 (4월 3일)    | 지면 인터뷰                    |      |
| 2018년 | 보그 코리아 4월호               | 화보, 지면 인터뷰              |      |
| 2018년 | 더블유 코리아 4월호             | 화보, 지면 인터뷰              |      |
| 2018년 | 엘르 코리아 5월호               | 화보, 지면 인터뷰              |      |
| 2019년 | Kiss&Cry 4월호                  | 사진, 지면 인터뷰              | 일본 |
| 2020년 | Sports KU 5월호 고대저널 Vol.93 | 지면 인터뷰                    |      |
| 2021년 | KU Sejong Vol.44                | 지면 인터뷰                    |      |
| 2022년 | 맨즈헬스 3월호                  | 화보, 지면 인터뷰, 영상 인터뷰 |      |
| 2022년 | 보그 코리아 4월호               | 화보, 지면 인터뷰, 영상 인터뷰 |      |
| 2022년 | 데이즈드 코리아 4월호           | 화보, 지면 인터뷰              |      |
| 2022년 | 아레나옴므 4월호                | 화보, 지면 인터뷰              |      |
| 2022년 | 더블유 코리아 4월호             | 화보, 영상 인터뷰              |      |
| 2022년 | 싱글즈 5월호                    | 화보, 영상 인터뷰              |      |
| 2022년 | 뷰티쁠 5월호                    | 화보, 영상 인터뷰              |      |
| 2022년 | Quadruple Axel (6월 27일)       | 사진, 지면 인터뷰              | 일본 |
| 2022년 | KU Sejong Vol.46                | 사진, 지면 인터뷰              |      |
| 2022년 | 아이스쇼의 세계8 (9월 26일)     | 사진, 지면 인터뷰              | 일본 |
| 2022년 | 마리끌레르 12월호               | 화보                           |      |
| 2023년 | 더블유 6월호                    | 화보                           |      |
| 2023년 | SPUR 11월호                     | 화보, 지면 인터뷰              | 일본 |
| 2024년 | Sport KU 3월호                  | 지면 인터뷰, 영상 인터뷰       |      |
| 2025년 | GQ 3월호                        | 화보, 영상 인터뷰              |      |
| 2025년 | SPORTS1 3월호                   | 사진, 지면 인터뷰              |      |
| 2025년 | 엘르 4월호                      | 화보, 지면 인터뷰              |      |
| 2025년 | GQ 5월호                        | 화보, 지면 인터뷰, 영상 인터뷰 |      |